# Jules Wolff
Jules Wolff (* 25. Februar 1862 in Puttelange, Lothringen; † 29. Januar 1955 in La Chaux-de-Fonds) war ein in La Chaux-de-Fonds in der Schweiz wirkender Rabbiner, Hebräisch- und Arabischlehrer und Übersetzer mit französischer Staatsangehörigkeit.

## Leben

### Familie und Ausbildung
Der gebürtige Lothringer Jules Wolff, Sohn des Isaac Wolff sowie dessen Ehegattin Ester geborene Lambert, absolvierte ein Studium an der École rabbinique de France in Paris. Jules Wolff heiratete im Jahre 1895 Jenny, die Tochter des Rabbiners Simon Beyersdorf.

### Beruflicher Werdegang
Der nach seinem Studienabschluss als Rabbiner eingesetzte Jules Wolff folgte am 22. Mai 1888 einer Berufung an die jüdische Gemeinde von La Chaux-de-Fonds, mit ihrer bald darauf errichteten Synagoge. Der dort in einer Zeitspanne von 60 Jahren wirkende Wolff übernahm 1900 das Unterrichtsfach Hebräisch am Gymnasium, 1943 trat er altersbedingt von dieser Funktion zurück. Darüber hinaus hielt er seit 1905 einen Lehrauftrag für Arabisch und Syrisch an der Universität Neuenburg inne. In den Jahren 1914 bis 1928 versah er parallel dazu das Rabbineramt der Gemeinde Lausanne.
Der überzeugte Pazifist Jules Wolff, Mitgründer der lokalen Sektion der Ligue de la paix et de la liberté, engagierte sich insbesondere in philanthropischen Organisationen sowie gegen den Antisemitismus in seiner Region. Er galt in den Jahren 1905 bis 1945 als der federführende jüdische Geistliche der Westschweiz. Jules Wolff verstarb Ende Januar 1955 im Alter von 92 Jahren in La Chaux-de-Fonds. Er wurde im jüdischen Friedhof von Les Eplatures beerdigt.

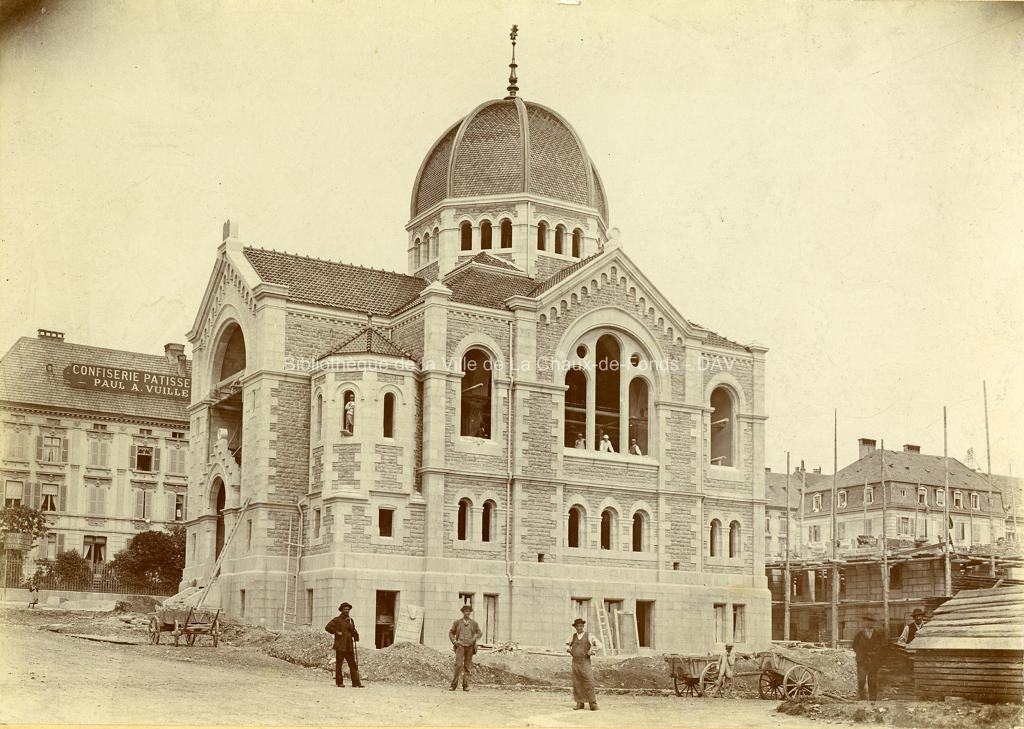
Aufnahme von 1894 bis 1896, die Synagoge befindet sich noch im Bau

## Ehrungen
- Die Stadt La Chaux-de-Fonds hat 2023 die Fußgängerzone Parvis Jules-Wolff vor der Synagoge nach ihm benannt.[3]

## Werke
- Notice historique sur la communauté israélite de La Chaux-de-Fonds ; Description de la nouvelle synagogue et souvenir des fêtes d’inauguration, 1 et 2 Sivvan 5656 (13 et 14 mai 1896). Imprimerie E. Sauser, La Chaux-de-Fonds 1896.
- L’instruction religieuse: sermon prononcé au temple israélite de la Chaux-de-Fonds, le 1er jour de Pentecôte 5667 / 1907. Imprimerie E. Sauser, 1907.
- Les huit chapitres de Maïmonides ou Introduction à la Mischna d’Aboth Maximes des Pères (de la Synagogue), traduits de l’arabe par Jules Wolff, rabbin de la Communauté israélite de la Chaux-de-Fonds. Lausanne, Georges Bridel & Cie Éditeurs, Paris, Librairie Fischbacher, 33, rue de Seine, 33, 1912.
- Notice historique sur la communauté israélite de La Chaux-de-Fonds, 1833–1933. CENTENAIRE Communauté israélite, La Chaux-de-Fonds 1933.